# Jakunowska Góra
Jakunowska Góra (deutsch Jakunowkenberg, 1938 bis 1945 Jakunenberg) ist ein Ort in der polnischen Woiwodschaft Ermland-Masuren. Es handelt sich um einen Wohnplatz der Ortschaft  Jakunówko („część miejscowości Jakunówko“) innerhalb der Landgemeinde Pozezdrze (Possessern, 1938 bis 1945 Großgarten) im Powiat Węgorzewski (Kreis Angerburg).

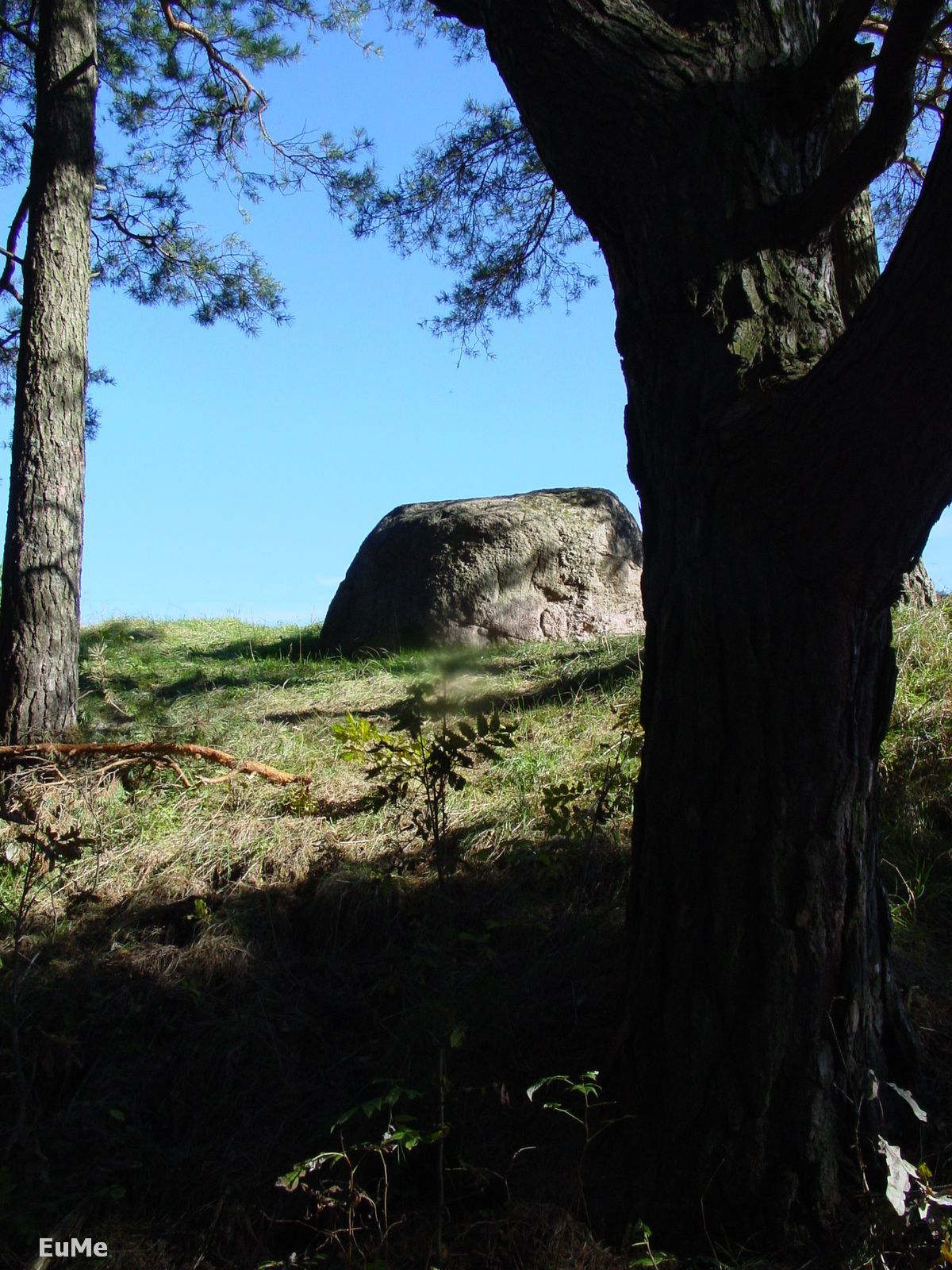
Der Diabelski Kamień (Teufelsstein), Naturdenkmal nahe Jakunowska Góra

Jakunowska Góra liegt im Nordosten der Woiwodschaft Ermland-Masuren, südöstlich des Dorfes Jakunówko (Jakunowken, 1938 bis 1945 Jakunen) und nordwestlich des Borkener Forsts (auch: Borker Heide, polnisch Puszcza Borecka). Nur ein Landweg führt von Jakunówko aus – vorbei am Naturdenkmal des Diabelski Kamień (Teufelsstein) – direkt nach Jakunowska Góra.
Der ursprünglich Scharfenort genannte kleine Ort bestand nur aus einem kleinen Hof und wurde ab 18. Juli 1851 „Jakunowkenberg“, ab 3. Juni bzw. 16. Juli 1938 „Jakunenberg“. Seit seiner Gründung handelte es sich bei dem Ort um einen Wohnplatz von Jakunowken, das bis 1945 zum Kreis Angerburg im Regierungsbezirk Gumbinnen der preußischen Provinz Ostpreußen gehörte. Im Jahre 1905 waren in Jakunowkenberg 22 Einwohner registriert.
Seit 1945 gehört der Ort innerhalb des südlichen Ostpreußens zu Polen und ist auch hier dem Dorf Jakunówko innerhalb der Landgemeinde Pozezdrze zugeordnet.
Kirchlich war Jakunowkenberg wie Jakunówken (resp. Jakunenberg bzw. Jakunen) eingepfarrt.